# Liste der Monuments historiques in Bugny
Die Liste der Monuments historiques in Bugny führt die Monuments historiques in der französischen Gemeinde Bugny auf.

## Liste der Objekte
| Bezeichnung                  | Beschreibung                                                    | Standort                                  | Kennzeichnung | Schutzstatus | Datum | Bild |
| ---------------------------- | --------------------------------------------------------------- | ----------------------------------------- | ------------- | ------------ | ----- | ---- |
| Kruzifix                     | Holz, farbig gefasst, 18. Jahrhundert                           | in der Kirche Immaculée-Conception (Lage) | PM25001966    | Inscrit      | 1975  |      |
| Skulptur Madonna mit Kind    | Holz, farbig gefasst und vergoldet, Anfang des 19. Jahrhunderts | in der Kirche Immaculée-Conception (Lage) | PM25001967    | Inscrit      | 1975  |      |
| Drei Skulpturen von Heiligen | Holz, farbig gefasst und vergoldet, 18. Jahrhundert             | in der Kirche Immaculée-Conception (Lage) | PM25001968    | Inscrit      | 1975  |      |